# سامي ديفيس
سامي ديفيس (بالإنجليزية: Sammi Davis)‏ هي ممثلة بريطانية، ولدت في 21 يونيو 1964 في المملكة المتحدة.

## أعمال

### أفلام
- (1986) مونا ليزا
- (1987) أمل ومجد

## وصلات خارجية
- سامي ديفيس على موقع IMDb (الإنجليزية)
- سامي ديفيس على موقع روتن توميتوز (الإنجليزية)
- سامي ديفيس على موقع ألو سيني (الفرنسية)
- سامي ديفيس على موقع أول موفي (الإنجليزية)
- سامي ديفيس على موقع قاعدة بيانات الأفلام السويدية (السويدية)
- سامي ديفيس على موقع قاعدة بيانات الفيلم (الإنجليزية)
- سامي ديفيس على موقع كينوبويسك (الروسية)